# Bulbitermes
Bulbitermes es un género de termitas  perteneciente a la familia Termitidae que tiene las siguientes especies:

## Especies
1. Bulbitermes borneensis
2. Bulbitermes constrictiformis
3. Bulbitermes constrictoides
4. Bulbitermes constrictus
5. Bulbitermes durianensis
6. Bulbitermes emersoni
7. Bulbitermes flavicans
8. Bulbitermes gedeensis
9. Bulbitermes germanus
10. Bulbitermes johorensis
11. Bulbitermes kraepelini
12. Bulbitermes lakshmani
13. Bulbitermes makhamensis
14. Bulbitermes mariveles
15. Bulbitermes nasutus
16. Bulbitermes neopusillus
17. Bulbitermes parapusillus
18. Bulbitermes perpusillus
19. Bulbitermes prabhae
20. Bulbitermes pronasutus
21. Bulbitermes prorosae
22. Bulbitermes pyriformis
23. Bulbitermes rosae
24. Bulbitermes salakensis
25. Bulbitermes sarawakensis
26. Bulbitermes singaporiensis
27. Bulbitermes subulatus
28. Bulbitermes umasumasensis
29. Bulbitermes vicinus